# Glossotrophia sinaica
Glossotrophia sinaica är en fjärilsart som beskrevs av Hans Rebel 1948. Glossotrophia sinaica ingår i släktet Glossotrophia och familjen mätare. Inga underarter finns listade i Catalogue of Life.